# Marvellous
Marvellous – brytyjski film telewizyjny opowiadający historię życia Neila Baldwina – klauna cyrkowego „Nello”, szatniarza klubu piłkarskiego Stoke City F.C. i honorowego absolwenta Keele University w pobliżu Newcastle-under-Lyme w Staffordshire; wyreżyserowany przez Juliana Farino na podstawie scenariusza Petera Bowkera. Telewizyjna premiera filmu miała miejsce 24 września 2014 w drugim kanale brytyjskiej telewizji publicznej – BBC Two. 

## Obsada
Obsada za stroną BBC Two:
- Toby Jones – Neil Baldwin
- Tony Curran – Lou Macari
- Gemma Jones – Mary Baldwin
- Greg McHugh – Malcolm Clarke
- Nicholas Gleaves – Mark
- Neil Baldwin – jako on sam
- Norman Barrett – jako on sam
- Gary Lineker – jako on sam
- Lou Macari – jako on sam
- Uriah Rennie – jako on sam